# Baile del sapo
«Baile Del Sapo» es el segundo sencillo del grupo musical mexicano Timbiriche para su LP La Banda Timbiriche: En Concierto. La canción fue lanzada en 1983 para promocionar el disco, y es un cover de la canción Time Warp.
La canción también formó parte de una recopilación que, en 1989, llevó el título: "Los 15 éxitos de Timbiriche", editado por Producciones de Discos América S. A. de C. V., fabricado y distribuido en México por Fonovisa-Melody S. A. de C. V..

## Versión original
Time Warp es el nombre de una de las principales canciones del musical de culto The Rocky Horror Picture Show. En Estados Unidos se han roto récords de gente bailándola.

### Descripción
El Time Warp (es decir, la "deformación del tiempo" en la jerga de la ciencia ficción) se baila empezando por un salto a la izquierda, luego un paso a la derecha y las manos en la cintura para después juntar las rodillas. Al último se mueven las caderas y, al tiempo que se giran, se grita: "let's do the time warp again".

## Versión Timbiriche
La traducción de Julia I. de Llano no es literal, aunque recrea las situaciones que se describen en el texto inglés. A falta de una referencia popular de la deformación del tiempo en la cultura mexicana, se adoptó la frase del "baile del sapo", la cual no aparece siquiera sugerida en la versión original.
La canción formó parte de un musical transmitido en televisión en el que los integrantes del grupo aparecían con disfraces referentes a una noche de brujas.

## Video
Existen al menos dos versiones del video en que aparecen los integrantes originales del grupo; ambas presentan una introducción que no forma parte de la letra original de Julia I. de Llano. Dicha introducción dice así:
- (Alix o Paulina) La siguiente canción es loquísima, porque habla de cosas que son reales; una casa de sustos, vampiros, telarañas, sapos...
- (Benny) ¡WAK!
- (A/P) ¿Qué es eso?
- (B) Es un soponsio.
- (A/P) Pues se dice como un sapo guapo: ¡wak! ¡Baile del Sapo!
En uno de los videos se muestra a "la Banda" cantando la canción en un escenario frente a un público; es justo en esta versión en la que la introducción es recitada por Alix. En el otro aparecen disfrazados: Alix con una peluca, Diego de momia, Paulina de bruja, Sasha de la bruja de Blanca Nieves, Mariana de Lily Munster y Benny de "el príncipe de la noche". Este video se caracteriza por ondular la imagen en el entorno de la pantalla, haciendo una probable referencia a la distorsión del tiempo aludida por "time warp".

## Posicionamiento
| Listas (2006-2007)               | Posiciones |
| -------------------------------- | ---------- |
| Latin America Top 100            | 03         |
| México Top 100                   | 15         |
| España Hot 100                   | 9          |
| U.S. Billboard Latin Pop Airplay | 03         |